# Deal (Nueva Jersey)
Deal es un borough ubicado en el condado de Monmouth en el estado estadounidense de Nueva Jersey. En el año 2010 tenía una población de 750 habitantes y una densidad poblacional de 220 personas por km².

## Geografía
Deal se encuentra ubicado en las coordenadas 40°14′52″N 75°59′50″O / 40.24778, -75.99722.

## Demografía
Según la Oficina del Censo en 2000 los ingresos medios por hogar en la localidad eran de $58,472 y los ingresos medios por familia eran $65,313. Los hombres tenían unos ingresos medios de $57,857 frente a los $27,813 para las mujeres. La renta per cápita para la localidad era de $38,510. Alrededor del 11.2% de la población estaba por debajo del umbral de pobreza.